# Galeria Nacional do Jeu de Paume
A Galeria Nacional do Jeu de Paume é um centro de arte dedicada à imagem dos séculos XX e XXI (fotografia, cinema, vídeo, instalação, net art, etc.).
Com uma área de 1 200 m2, ela é localizada no Jardim das Tulherias, na extremidade ocidental do terraço dos Feuillants, Praça da Concórdia, em Paris.

## Construção
O jeu de paume é um edifício de 80 metros de comprimento e de 13 metros de largura (para uma altura do teto na maioria das salas de 4,50 metros), que tem uma área de superfície total de 2 754,50 m2 para uma superfície de exposição de 1 137 m2 divididos em nove salas em três níveis, e 420 metros lineares de cimaises.

## História
O edifício foi construído no ângulo noroeste do jardim em 1861 sob o reinado de Napoleão III, afim de abrigar as côrtes de jeu de paume (ancestral do tênis), ao aderir ao plano do Orangerie (localizada no ângulo sul-sudoeste), tornando-se assim sua contrapartida. 
A partir de 1909, o edifício foi dedicado a exposições de arte, em relação com o Louvre e o Musée de l'Orangerie ("Cent portraits de femmes des écoles anglaise et française du XVIIIe siècle", em 1909, Carpeaux em 1912, etc.).
No fim do século XIX, o Museu do Luxemburgo se abre às escolas estrangeiras e a seção estrangeira se torna finalmente grande o suficiente para constituir um museu independente no Jeu de Paume em 1922. A partir desta data e até a sua transferência para o Museu Nacional de Arte Moderna do Palais de Tokyo em 1947, o museu do Jeu de Paume apresentava as coleções das escolas estrangeiras contemporâneas. Se algumas exposições de arte antiga permanecem (Rubens e seu tempo, Maria Antonieta em 1936 e 1937, etc.), eles foram então substituídas por 25 exposições cada vez mais viraram-se para a arte moderna e contemporânea, embora ainda majoritariamente clássica, dedicada a um país em conexão com ela mesma, ou a um artista, que foram inauguradas para a "Exposição da arte belga antiga e moderna" em maio-julho de 1923, e complementada através das exposições monográficas, do espanhol José Maria Sert em junho-julho de 1926 ao chinês Tchang Shan Tse em março de 1939. No momento da Exposição Internacional de 1937, o museu privilegiava a vanguarda contemporânea internacional em apresentar a exposição "Origens e desenvolvimento da arte internacional independente", de 30 de julho a 31 de outubro de 1937, organizada sob o patrocínio de um comité composto por Jean Cassou, Matisse, Braque, Picasso ou Léger.
Durante a Segunda Guerra Mundial, as colecções do museu, foram colocados em um abrigo no castelo de Chambord, em 1 de setembro de 1939. O prédio é evacuado, em seguida, é requisitada e as obras confiscadas de judeus artistas e outras obras roubadas pelos nazistas são armazenados ou em trânsito antes de sair para a Alemanha. Sob a Ocupação, Hermann Goering vai com frequência para fazer seu mercado e o conjunto das equipes do Einsatzstab Reichsleiter Rosenberg trabalha até a liberação de Paris, em 1944. O trabalho fenomenal de inventário de Rose Valland, simplesmente anexado de conservação será transmitido para o diretor dos Museus Nacionais Jacques Jaujard (1895-1967), e permitiu desde a Liberação de lançar uma gigantesca pesquisa de obras de arte espoliadas pelos nazistas em todo o mundo.

### A Galeria Nacional de Jeu de Paume
De 1947 até 1986, data da abertura do Museu d'Orsay, a galeria do Jeu de Paume apresentava as pinturas impressionistas. 
Após a sua remodelação por Antoine Stinco que adicionou uma escadaria suspensa, a galeria reabriu em 1991 por iniciativa de Jack Lang, tornando-se a Galeria Nacional de Jeu de Paume. 
O novo local é dedicado à arte moderna e contemporânea em todas as suas formas.

### Em 2004, Centro de arte da imagem dos séculos XX e XXI
Em 2004, ela se tornou um Centro de arte e um lugar de referência para a difusão da imagem do séculos XX e XXI (fotografia, cinema, vídeo, instalação, net art...). 
O Jeu de Paume tem vocação de produzir ou coproduzir exposições, mas também ciclos de cinema, conferências, seminários, atividades educativas ou publicações.

## Associação administrativa

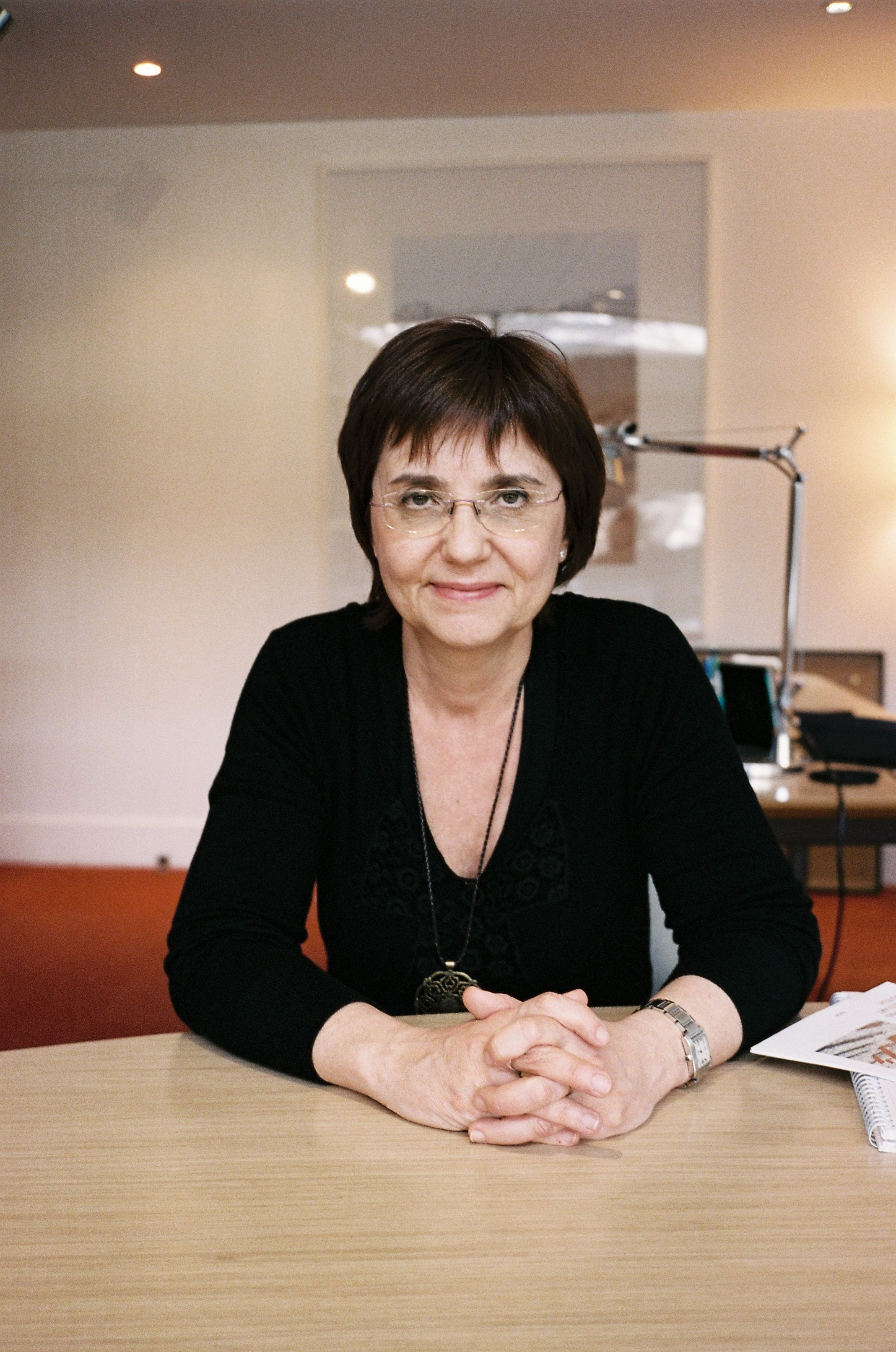
Marta Gili em 2013.

Também em 2004, três associações dedicadas à fotografia e à arte contemporânea (a Galeria Nacional de Jeu de Paume, o Centro Nacional da Fotografia e o Patrimônio fotográfico) uniram-se para dar origem ao "Jeu de Paume", nova associação subvencionada pelo Ministério da Cultura, presidida por Alain-Dominique Perrin e dirigida, a partir de 1 de outubro de 2006, por Marta Gili.
Até 2009, a associação tinha outro local para organizar suas exposições, o Hôtel de Sully, Predefinição:Número rue Saint-Antoine. Em substituição, o ministro da Cultura Frédéric Mitterrand anunciou durante o Rencontres d'Arles em 2011 que o Jeu de Paume teria um espaço de 650  no Hôtel de Nevers, rue de Richelieu, para o programa de exposições históricas. Este projeto foi cancelado em 2012, por razões orçamentais pelo ministro da Cultura Aurélie Filippetti.
Desde 2010, fora de seu edifício parisiense, situado na place de la Concorde, o Jeu de Paume se aproxima da Cidade de Tours para apresentar exposições de caráter patrimonial valorizando as doações feitas para o Estado e os fundos dos arquivos mantidos por instituições públicas e privadas, francesas e estrangeiras. Expostos no Château de Tours desde o final de maio de 2010, este programa tem também a ambição de ir ao encontro de novos públicos na região.

## Filme rodado no Jeu de Paume
- 1967: A Noite dos Generais (de Anatole Litvak)